# Princípio de Saint-Venant
O princípio de Saint-Venant é um conceito fundamental da elasticidade. Afirma que:
"... as tensões que podem ser produzidas num corpo pela aplicação, numa pequena parte da sua superfície, de um sistema de forças equivalente estaticamente a força zero e conjugado zero, são de magnitude desprezável a distâncias que são maiores se comparadas com as dimensões lineares do corpo."
À medida que nos afastamos da força aplicada, o diagrama de tensões tende a ficar uniforme. A diferença relativamente à solução exata é apenas significativa na vizinhança da fronteira. Estabelece que se um corpo estiver sujeito à ação de um conjunto de forças, aplicadas numa zona limitada da sua superfície, as tensões e deformações provocadas por essas forças a uma “distância grande” do seu ponto de aplicação apenas depende da sua resultante e não da forma como estas são aplicadas.
A “distância grande” costuma considerar-se igual à maior dimensão da superfície onde estão aplicadas as forças. Reduz assim a complexidade dos problemas, pois permite tratar conjuntos de forças considerando apenas a sua resultante.